# Bruno Senna
Bruno Senna Lalli (Brazília, São Paulo, 1983. október 15. –) brazil autóversenyző, a háromszoros Formula–1-es világbajnok Ayrton Senna unokaöccse. Édesanyja, Viviane Lalli, Ayrton nővére. Édesapja, Flávio Lalli 1995-ben közúti motorbalesetben vesztette életét. 2006-ban a Brit Formula–3-as bajnokság harmadik helyezettje, két év múlva pedig második helyen végzett a GP2-ben. 2010-ben az újonc HRT istálló színeiben mutatkozott be a királykategóriában. 2011-ben a Renault tesztpilótája volt, majd Nick Heidfeld elbocsátása után a versenyeken is rajthoz állt. 2012-ben a Williams versenyzője volt. Jelenleg a WEC-ben versenyez.

## Karrierje

### Tragédiák árnyékában
A történet még születése előtt elkezdődött, amikor anyai nagyapja, Milton da Silva négyéves fiának külvárosi házuk kertjében kezdetleges gokartpályát épített. A legendás versenyző itt kötelezte el magát egy életre az autósportok mellett, az összes idegszálával azért küzdött, hogy a legnagyobbak közt emlegessék nevét. Noha pályafutása elején, 1981-ben összeházasodott gyerekkori szerelmével, Lilian Vasconeclos Sousával, szerelmük hamar kihűlt, gyermeke sem tőle, sem Xuxával (akkor közkedvelt brazil modell, színésznő, énekesnő) töltött évei során nem született. Senna azonban rajongásig szerette nővére, Viviane gyerekeit, így Brunót is.
1989-ben nagybátyja unszolására beleült Ayrton egykori kéthengeres 125cc-s gokartjába, s őt is egyből megbabonázta a sebesség világa. Szorgalmasan gyakorolt, néhány hónap elteltével már azonos időket autózott, mint amire Ayrton volt képes fiatalon, 1993-ban egymás elleni versenyeiken többször meg is verte harmadik világbajnoki címét ünneplő nagybátyját, jóllehet Ayrton inkább szórakozásként fogta fel ezeket a viadalokat. Ayrton mindazonáltal jó véleményen volt róla: "Ha úgy gondolják, hogy jó vagyok, akkor várják csak ki, míg látják unokaöcsémet, Brunót versenyezni!"
Bruno már éppen azt tervezte, hogy versenykörülmények közt, komolyabb szinten is megméreti magát, az 1994-es San Marinó-i nagydíj azonban közbeszólt. A sportág történetének egyik legtragikusabb hétvégéje Rubens Barrichello súlyos pénteki bukásával vette kezdetét, aztán Roland Ratzenberger a szombati időmérőn a Villeneuve-kanyarban vesztette el uralmát járműve felett, majd frontálisan ütközött a betonfalba, az osztrák versenyző azonnal életét vesztette. A vészjósló előjelek hatására Ayrton a verseny kihagyásán, sőt a visszavonuláson is elgondolkodott, végül azonban 14 órakor beállt az első rajtkockába. A futam elején újabb incidens történt, ami miatt behívták a pályára a biztonsági autót. A SC távozása után Senna elnyúlt a mezőnytől, a 6. körben a Tamburello-kanyart már nem tudta bevenni, hanem egyenesen a betonfalnak ütközött. (A baleset körülményei máig tisztázatlanok.) Helikopterrel szállították kórházba, Bolognába, 18 óra 40 perckor halt meg.
A tragédiát követően a család hallani sem akart Bruno versenyzői karrierjéről, rövid pórázon tartották a fiatalembert, édesapja nyomdokain képzelték el inkább jövőjét. Sikeresen vállalkozását vezető édesapját is nem sokkal később elvesztette, Flávio Lalli 1995-ben motorbalesetben vesztette életét. Ettől kezdve az anya viselte gondját, egyben ő igazgatta a rászoruló gyerekek támogatására létrehozott Ayrton Senna Alapítványt.

### Első szárnypróbálgatások: Formula BMW
Miután elvégezte a középiskolát, ahol folyékonyan megtanult angolul beszélni, nagybátyjához hasonlóan úgy kezdte meg Angliában karrierjét, hogy korábban egyetlen versenyen sem állt rajthoz. Belőle azonban hiányzott a kellő tapasztalat, nem gyűjtött rutint az évek során, ha nem számoljuk az Ayrtonnal való gyakorlásokat, de már azóta is eltelt egy teljes évtized. 21 évesen pedig már nem volt lehetősége minderre.
Ayrton egykori McLarenes csapattársa(1990–1992), a család közeli barátja, Gerhard Berger beszélte rá Brunót és családját az európai kalandra. Vele tartott meg Bianca nevű nővére is, ő intézi a mai napig Bruno ügyeit, a szponzorok felkutatásában, s így F-1-es debütálásban elévülhetetlen érdemei vannak.
Berger kapcsolatai gyümölcsöztek, lehetőséget kapott az elismert tehetséggondozó hírében álló Carlin Motorsport vezetőitől, hogy az angol Formula BMW bajnokság utolsó 6 versenyén rajthoz állhasson. Nem vallott szégyent, felvette a versenyt jóval tapasztaltabb ellenfeleivel, aminek 6 pont, továbbá F-3-as szerződés lett a jutalma.

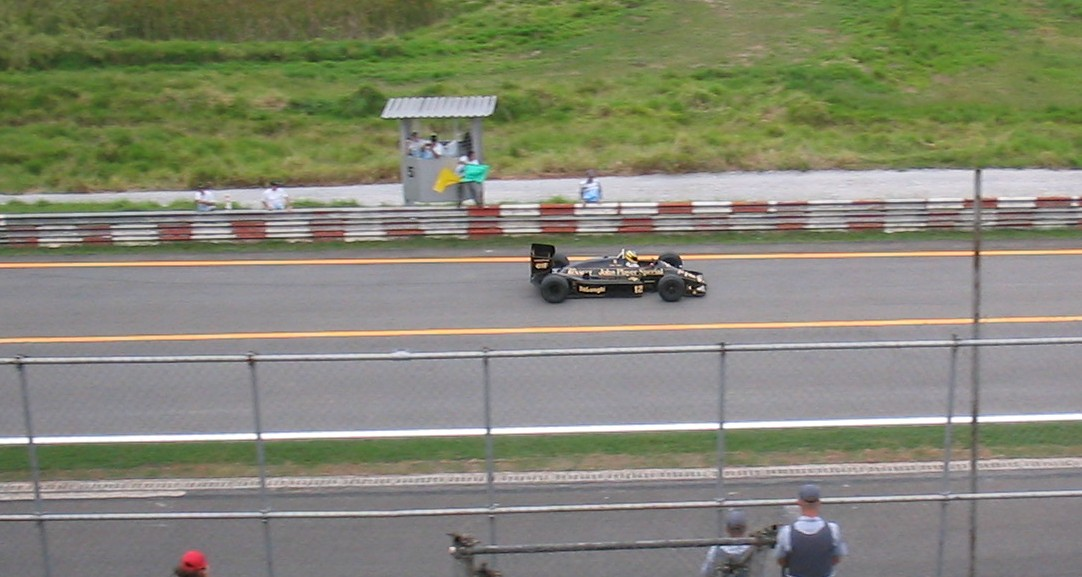
Bruno Senna a Lotus 98T volánja mögött, Interlagosban

A nyilvánosság előtt 2004 októberében mutatkozott be, a brazil nagydíj keretében mehetett néhány kört a Lotus 98T kódjelű modellel (1986-ban Jerezben és Detroitban győzött vele Senna), amit még Imolában vehetett át nagybátyja halálának 10. évfordulója alkalmából Ayrton egyik barátjától.
Ugyancsak 2004-ben szerepelt az Ázsiai Formula Renault Challenge nevű bajnokságban, a távol-keleti kiruccanás nagy jelentőséggel bírt, ugyanis a makaói futam után állhatott fel először dobogóra, annak is a második fokára, megelőzve a Toro Rosso 2006–2007-es pilótáját, Scott Speedet.

### Formula–3
A Räikkönen Robertson Racing figyelt fel az ifjú Senna fékezhetetlen vezetési stílusára. A csapatot 2007 F1-es világbajnoka, Kimi Räikkönen, valamint menedzserei, David és Steve Robertson működtetik. Nagybátyja 1993-as legendás versenyének helyszínén, a Donington Parkban kezdte meg a pontszerzést, a 6. helyen ért célba. A kezdeti nehézségeken gyorsan úrrá tudott lenni, így a szezon eredménytelenebb periódusát sikerek követték (a Croft Circuiten és Monzában szerepelt a pontszerzők közt, máskülönben a szertelensége vesztét okozta). Silverstone-ban a második rajtkockából indulva érte el addigi legnagyobb sikerét, a dobogó harmadik fokára állhatott. A bajnokság következő állomásán, a Nürburgringen ismét mérföldkövéhez érkezett pályafutása, megszerezte első pole pozícióját, a versenyen a második helyen haladva látta meg a kockás zászlót. Ugyanezen a helyen fejezte be a szezonzáró futamot, ugyancsak Silverstone-ban. Év végén összességében 75 pontot könyvelhetett el, ami a 10. helyhez volt elegendő. Jóval tapasztaltabb, futamgyőzelmet is jegyző csapattársát, Dan Clarke-ot ugyan nem tudta megszorongatni, de a csapat bizalma továbbra is töretlen maradt. Az évente megrendezésre kerülő F3-as világtalálkozókon nem járt sikerrel, mind Zandvoortban, mind Makaóban feladni kényszerült a versenyt.
A 2006-os esztendő ragyogóan indult, az Oulton Parkban rendezett mindkét versenyt megnyerte, mindezt zuhogó esőben, nem véletlen tehát, hogy a szakírók nagybátyjához kezdték hasonlítani. Doningtonban harmadik versenyén is győzni tudott, Pauban viszont nem jött ki számára a lépés.
A szezon során csupán egyetlen alkalommal esett ki a versenyből, Snettertonban hatalmas baleset vetett véget futamának. A verseny 2. körében a mexikói Salvador Durán közel 240 km/h sebességnél, a Revett Straight-nél (ez a leggyorsabb egyenes szakasz Nagy-Britanniában) ráhúzta kocsiját Senna versenygépére. A kerekek összeértek, Senna járműve megemelkedett, szerencséjére nem érintette a pálya felett áthaladó hídszerkezetet, majd a biztonsági korláttól nem messze ért földet. Senna sértetlenül, saját lábán hagyta el az eset színhelyét, alaposan összeroncsolódott kocsiját azonban nem tudták megjavítani, így a második futamot kénytelen volt kihagyni.
Spában két 3. hellyel tért vissza, a hátralévő versenyeken aztán csak kétszer ünnepelhetett a pódiumon, igaz silverstone-i 2. helye mellett Mugellóban ötödik nagydíjgyőzelmét. 229 pontjával a bajnokság 3. helyén végzett, a bajnok csapattárs, Mike Conwayen kívül csak Oliver Jarvis tudott elékerülni a tabellán.

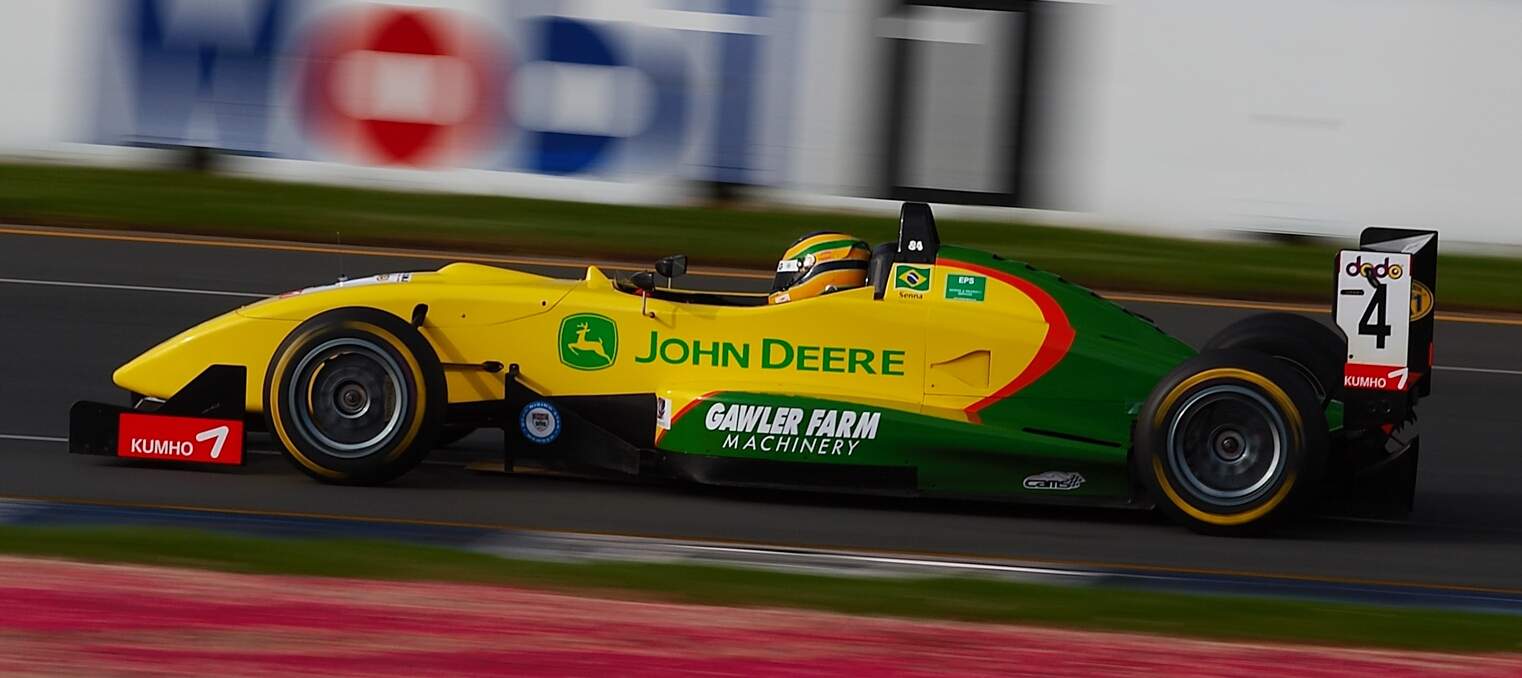
Bruno Senna az Ausztrál GP Formula–3-as betétfutamán

2006 áprilisának elején rajthoz állt az ausztrál nagydíj F3-as betétfutamain, mind a négyen dobogón állt, ebből háromszor a legfelső fokán pezsgőzhetett.
A Masters of Formula 3 nyári futamán a 6. helyen futott át a célvonalon.
Monte-Carlóban 2006-ban autózott először, a Porsche Supercupon vendégszerepelt. Sok tapasztalatot nem szerzett ezen géposztályban, hiszen rögtön az első kanyarban kénytelen volt kiállni a kuplung meghibásodása miatt. A Német Porsche Carrera Cupon sem járt több sikerrel.

### GP2

#### 2007
2007-ben ismét feljebblépett a ranglétrán, amikor szerződést kötött a Red Bull Racing támogatásával működő Arden International csapatával, ami az előző években foglalkoztatta egyebek közt az A1 GP 2007-es bajnokát, Neel Janit, vagy a Formula–1-ben is szerepet vállaló Heikki Kovalainent valamint Sébastien Buemit. Bruno Senna csapattársa a főszezon nagy részében a dél-afrikai Adrian Zaugg volt, az utolsó valenciai versenyhétvégén a portugál Filipe Albuquerque kapott bizonyítási lehetőséget.
Remekül kezdődött számára az idény, rögtön a bahreini nyitányon pontot szerzett a főversenyen elért 4. helyezésével. Az ezt követő spanyol versenyhétvége főversenyén, vagyis harmadik GP2-es futamán megszerezte első győzelmét, nagy fölénnyel utasította maga mögé a világbajnokság két élharcosát, Timo Glockot és Lucas Di Grassit. A sprintversenyen is remekelt, felkapaszkodott a 4. pozícióba. A monacói seregszemlén nem jött ki számára a lépés, alaposan meggyűlt a baja a gumikkal, így csak a 11. hely jutott neki.
A francia hétvégét megelőző négy hetes szünetben alkalma nyílott vendégszerepelni a Ferrari Challenge Pirelli Kupa Silvertone-i állomásán (2009. június 9.-10.) A Ferrari 430 volánja mögött mindkét futamon pole pozícióból indult, ahonnan nem is talált legyőzőre.
Lendülete kitartott Magny-Cours-ban is, újabb dobogós helyezést ünnepelhetett. Silverstone-ban nem tudta megismételni néhány héttel korábbi remeklését, a pénteki időmérőn rontott, így csak az utolsó 26. helyről rajtolhatott, a másnapi versenyen felküzdötte magát a 11. pozícióba. Nürburgringen sem sikerült a kvalifikáció, csupán a 19. helyről indult, a másnapi versenyen a kötelező kerékcserét követően viszont már a 9. helyen tartózkodott, így jó esélye kínálkozott a pontszerzésre. Adam Carrollal szembeni sportszerűtlen manőveréért azonban áthajtásos büntetésre ítélték, így a mezőny hátsó harmadába zuhant vissza. A másnapi sprintversenyen már az első körben balesetbe keveredett. A magyar hétvége sem sikerült az elvárások szerint, nem találták meg az optimális beállításokat a lassú, kanyargós pályára.
Park Isztambulban szakadt meg rossz sorozata, a sprintversenyen a 6. helyen intették le. Monzában ismét remekelt, előbb a 14. helyről startolva ért célba a 4. helyen, a sprintfutamon pedig már a dobogó második fokáért küzdött az olasz Luca Filippivel, végül a 3. pozícióban látta meg a kockás zászlót. Spaban is gondjai akadtak, a hátsó sorokból indult, majd miközben a túlkormányzott autóval előzni próbált az egyik íven, elvesztette az uralmat versenygépe felett, így a gumifalban találta magát. Vasárnap ismét látványos felzárkózást mutatott be, a 8. helyért azonban nem járt pont. A valenciai szezonzárón előbb kiesett, majd a középmezőnyben végzett.
Mindent összevetve sikeres GP2-es szezonon volt túl, 3 dobogós helyezés, ebből egy futamgyőzelem szerepelt neve mellett. 34 pontjával a bajnokság 8. helyén fejezte be a 2007-es szezont. Teljesítményét felértékeli, hogy csapattársai összesen 10 pontot szereztek.

#### 2008

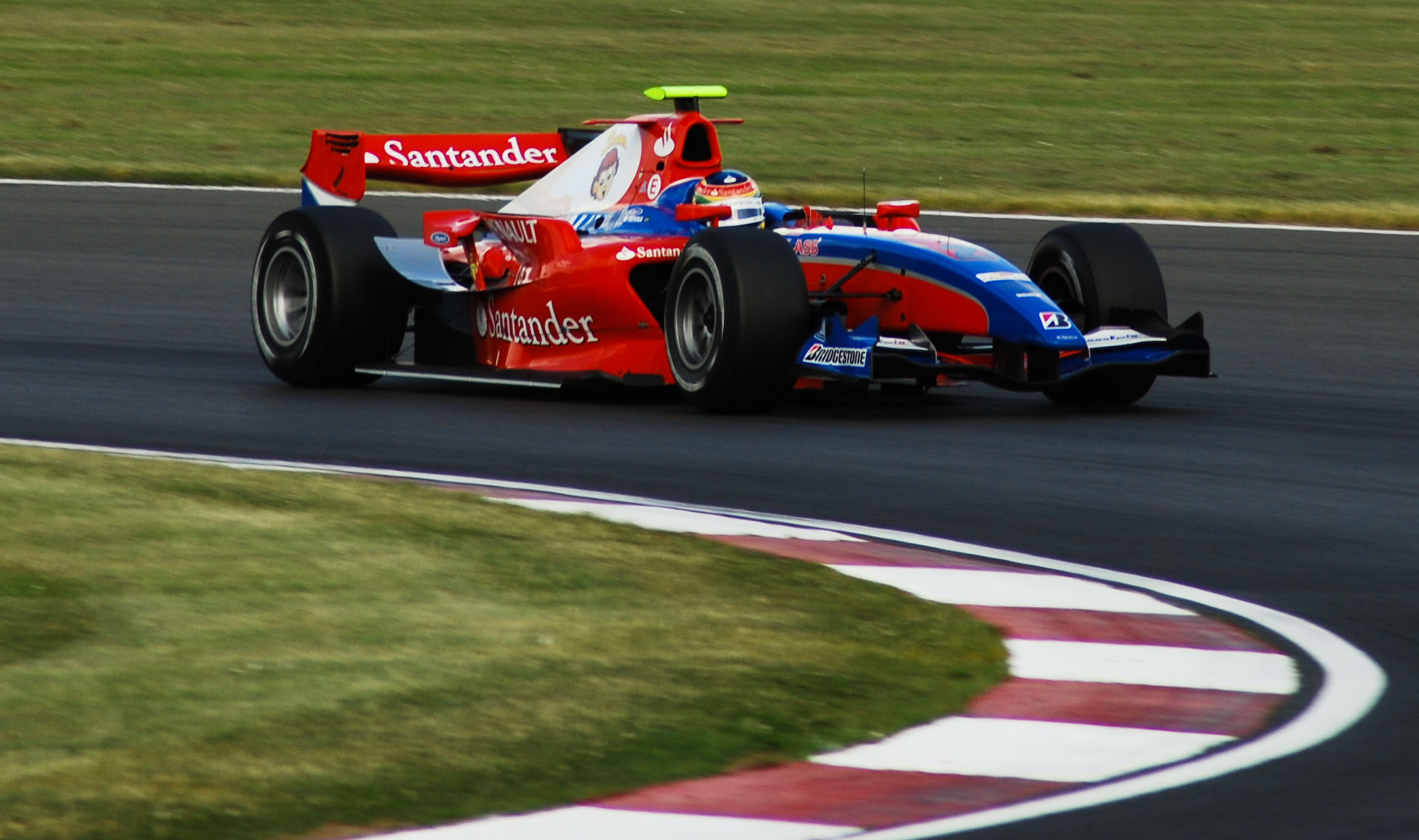
Bruno Senna Silverstone-ban, a 2008-as GP2-es főversenyen

Sikeres bemutatkozását a szakemberek is elismerték, nem véletlen, hogy a következő évben a konstruktőri címvédő iSport International istállójához igazolt, méghozzá az előző évi bajnok, Timo Glock helyére. Kimondva a bajnoki cím volt az elsőszámú célkitűzés. Csapattársnak az indiai Karun Chandhok érkezett.
A 10 versenyből álló GP2 Ázsiai Sorozatában két alkalommal állhatott fel a dobogóra, előbb Dubajban, majd az indonéz sprintfutamon. Többször vezetési hiba vetett véget versenyének, az 5. hétvége főversenyén pedig túlzottan arrogáns manővere miatt kizárták. 23 pontja az 5. helyre volt elegendő.
Kettős pontszerzéssel kezdte az európai főszezont, Barcelonában előbb a 2., majd a 4. helyen intették le, így az isztambuli hétvége előtt vezette a bajnoki tabellát. A török versenyeken azonban nem járt sikerrel, pont nélkül maradt, ráadásul a sprintfutamon 280 km/h-val elütött egy pályára tévedő kutyát, versenygépe rommá tört, Bruno viszont sértetlenül szállt ki autójából. Két hét múlva következett a monacói hétvége, aminek pikantériáját az adta, hogy pontosan 15 éve nyerte élete utolsó versenyét a hercegségben Ayrton Senna. Bruno pedig pályafutása második diadalát ünnepelhette. A pole pozíciós, egyébként Monaco-specialistának számító Pastor Maldonadót könnyedén rajtolta le Senna, a venezuelai a bokszkiállások alkalmával felhalmozódott hátrányát az utolsó körökre szépen ledolgozta, majd késhegyre menő küzdelem következett, melynek végén Bruno Senna örülhetett. A sprintfutamot az 5. helyen intették le.
Magny-Cours-ban az első rajtkockából esett ki a főversenyen, így az ott győztes Giorgio Pantano átvette a vezetést összetettben. A szezon második, pályafutása harmadik GP2-es sikerét ismerős közegben, a Silverstone-i sprintfutamon aratta (a főversenyen a pole-ból rajtol és a 6. lett), majd az elkövetkező négy versenyen három 3. helyet tudott felmutatni, mindkét hungaroringi futamon a dobogón pezsgőzhetett. Kiegyensúlyozott nyári teljesítménye dacára mind távolabb került a bajnoki címtől, olasz vetélytársa ugyanis sorozatban három főversenyen sem talált legyőzőre. A valenciai és a spai hétvégén hibát hibára halmozott (utóbbi helyszínen megnyerte a kvalifikációt), így a végső győzelem helyett a tabella 2. pozíciójának megtartása vált elsődleges feladatává. A monzai főversenyen elért 5. helyezésével nagy küzdelemben maga mögött tudta tartani a szezon első hat versenyét kihagyni kényszerülő honfitársát, Lucas Di Grassit, valamint a szezon végére mindinkább belelendülő Romain Grosjeant és Maldonadót.
64 ponttal tehát a 2. helyen végzett második GP2-es szezonjában, 2 futamgyőzelem, 6 dobogó, 3 pole pozíció szerepelt még statisztikai mutatóiban.

### Formula–1-es és DTM-es tesztek
Formula–1-es versenygépet először 2008 novemberében volt alkalma kipróbálni. A Honda megkeresésére a tesztszezon első kollektív gyakorlásán, Barcelonában körözhetett az RA108-as kódjelű konstrukció átalakított, ún. hibrid modelljével. Kollégája, egyben riválisa Lucas Di Grassi volt. A teszten tapasztalt versenyképesség és a mérnökökkel való gördülékeny munka figyelembevételével döntött volna a japán csapat vezérkara, melyik versenyzővel kötnek versenypilótai megállapodást 2009-re. Mindössze 3 tizeddel maradt el a szerződéssel rendelkező Jenson Button legjobb idejétől, így ígéretes esélyekkel pályázott arra az ülésre. 2008. december 5-én azonban Takeó Fukui, a Honda vezérigazgatója bejelentette, hogy a gyár nem kíván tovább részt venni a Formula–1-ben.
A csapat eladása körüli hosszas huzavona vette kezdetét, február közepén még olyan hírek érkeztek, hogy szponzorai és a Honda közbenjárására közel van a megegyezés, március elején a csapatot felvásároló Ross Brawn azonban inkább a tapasztaltabb Rubens Barrichello mellett döntött.
Másnap már a német túraautó-bajnokság került célkeresztjébe, menedzsere felvette a kapcsolatot a Mercedes-AMG csapattal, a tárgyalások során tesztlehetőségről állapodtak meg, Senna azonban hangsúlyozta, nála továbbra is az F-1 élvez prioritást. Március 18-án és 19-én próbálta ki a Mercedest, s noha a felek elégedetten nyilatkoztak a tapasztalataikról, Senna mégis úgy döntött, amennyire lehet a F-1-ben közelében akar maradni, így nem vállal egész éves kontraktust a DTM áprilisban kezdődő versenysorozatában.

### Le Mans Series
Bruno Senna tehát lemaradt 2009-ben az F-1-es ülésről, majd rövidke DTM-es szerepvállalása után úgy döntött, kipróbálja magát a hosszútávú versenyzésben. Miután sikeresen abszolválta a tesztprogramot, egész éves szerződést írt alá a francia ORECA istállóval, ami három évtizedes, sikeres múlttal büszkélkedhet, s olyan nagyságokat is soraiban tudott, mint Alain Prost és Yvan Muller.
Az 1998-ban Le Mans 24 óráson győzedelmeskedő Stéphane Ortelli oldalán a szezon első futamán, az 1000 km-es katalunyai versenyen rögtön a dobogó harmadik fokára állhatott. A májusi Spaban rendezett 1000 km-es viadalon is sokáig előkelő pozícióban tartották magukat, mígnem Senna a verseny 129. körében, a "Buszmegállónál" hatalmasat bukott. Így pont nélkül távoztak Belgiumban.
Eztán következett a 77. Le Mans-i 24 órás verseny, június 13-án és 14-én került megrendezésre. Az ORECA csapata a jeles eseményre kiegészült az F-1-et is megjárt portugál Tiago Monteiróval. Az időmérésen a 12. helyet szerezték meg, a versenyes számos probléma adódott a versenygéppel, fokozatosan visszaestek, majd a végül 5. helyen zárt testvércsapatuk javára a 219. kör után visszaléptek a viadaltól.
A Le Mans-i Sorozat következő állomását augusztusban, a portugáliai Algarvében rendezték, ott már Tiago Monteiro volt Senna csapattársa. Akárcsak Spanyolországban, ezen a versenyen is dobogón ünnepelhetett.
A továbbiakban az istálló egyfelől az Amerikai és Ázsiai Le Mans-i Sorozatokra fókuszált, másrészt egy 2010-es LMP-n dolgozott, így európai versenyeken már nem álltak rajthoz.
Senna a szerzett 12 pontjával a 16. helyen végzett az 5 versenyből álló sorozat összesítésében.

### A Formula–1-ben

#### Hispania
2009. október 30-án hivatalosan is elismerték a nyár óta napirenden levő pletykát: Bruno Senna 2010-ben a spanyol Campos Meta 1 csapatában rajthoz áll a királykategóriában. Senna nem fizetett az ülésért, ennek ellenére mellette tette le a voksát Adrián Campos csapatvezető. Ugyanakkor fizetést nem kap, így egyéni szponzoraiból volt kénytelen megélni.
Az időközben Hispania Racing névre váltó, immáron Kolin Colles irányítása alatt álló csapatnál sokáig kérdésessé vált az indulás és így Senna sorsa is, március 4-én véglegesen megválaszolásra került az összes nyitott kérdés. Senna mellé az indiai Karun Chandhok érkezett.

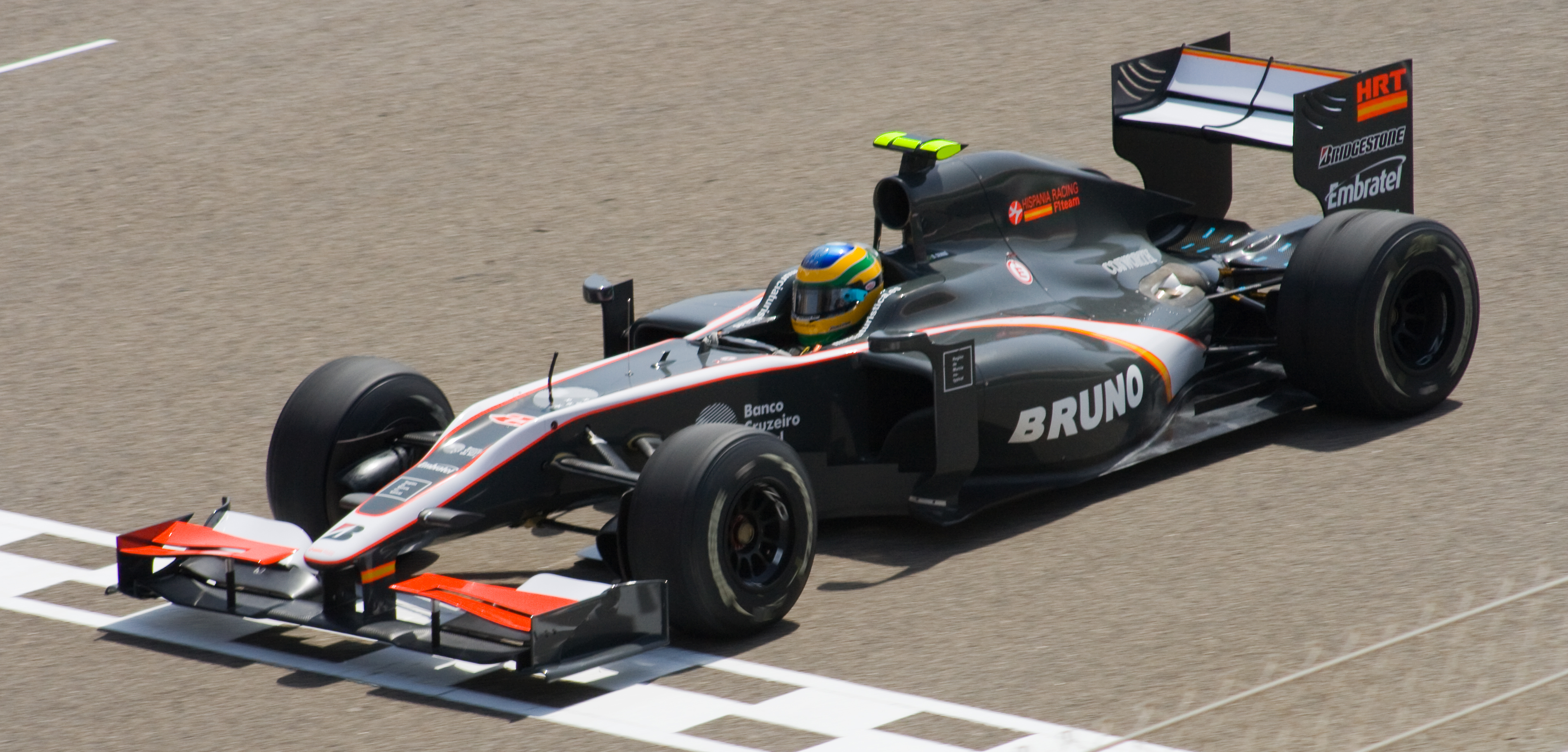
Bruno Senna a 2010-es Bahrein GP-n

A szűkös határidő miatt vérmes reményei nem lehettek a szezon első versenyein, az idénynyitó bahreini hétvége pénteki második szabadedzésén 11,5 másodpercre volt elmaradva a legjobb köridőtől. Az időmérőn 8 másodperc környékére szorította a különbséget, de így is csak csapattársát tudta megelőzni. A versenyt a boxból rajtolva kezdte, a teszthiány megmutatkozott versenygépén, a verseny 19. körében a motor túlmelegedése folytán feladta élete első F–1-es futamát. Az ausztrál futamnak is az utolsó előtti pozícióból vágott neki, majd kiváló rajtot követően felzárkózott a 14. helyre. Ezután rohamosan visszaesett, majd az 5. körben hidraulikai hiba vetett véget versenyének. A szepangi hétvége egyetlen pozitívuma a technikai megbízhatóság volt, jelentős előrelépést nem értek el az autó teljesítményében. Senna sem remekelt, az esős időmérőn az utolsó előtti rajtkockából indult, majd a versenyen is jócskán elmaradt még csapattársától is, 4 kör hátrányban ugyan, de legalább célba ért harmadik futamán.
Kilenc fordulót követően a bajnokság 23. pozícióját foglalta el, összességében jobban szerepelt csapattársánál, az istálló vezetősége mégis úgy döntött, hogy a brit nagydíjon a tartalékpilótát, Jamamoto Szakont ültetik a 21-es számú versenygépbe.
Senna 2010-es szezonja során ez volt az egyetlen verseny amelyen nem vehetett részt.
2011-re a HRT új pilótapárossal nevezett, így Bruno állás nélkül maradt.

#### Lotus Renault GP
Sennát tavaszra leigazolta a Lotus Renault teszt és tartalék pilótának. Az első alkalom amikor versenyhétvégén vehetett részt a magyar nagydíj volt, ahol Nick Heidfeld autójába ülhetett be az egyik szabadedzésen.
Ezt követően a belga nagydíjon már a teljes hétvégén ő vezethette az egyik autót Vitaly Petrov csapattársaként. Heidfeld jogi lépésekkel fenyegetőzött, hogy vissza kapja helyét, azonban később elállt ettől. Senna több mint fél év kihagyás után egyből a hetedik rajtkockát szerezte meg Belgiumban miközben csapattársa a legjobb 10 közé sem fért be.
A szezon hátralévő részén ő helyettesítette a sérült Robert Kubicát ám a csapat a szezonkezdethez képest jócskán visszaesett, de így is meg tudta szerezni első Formula–1-es pontjait az olasz nagydíjon.

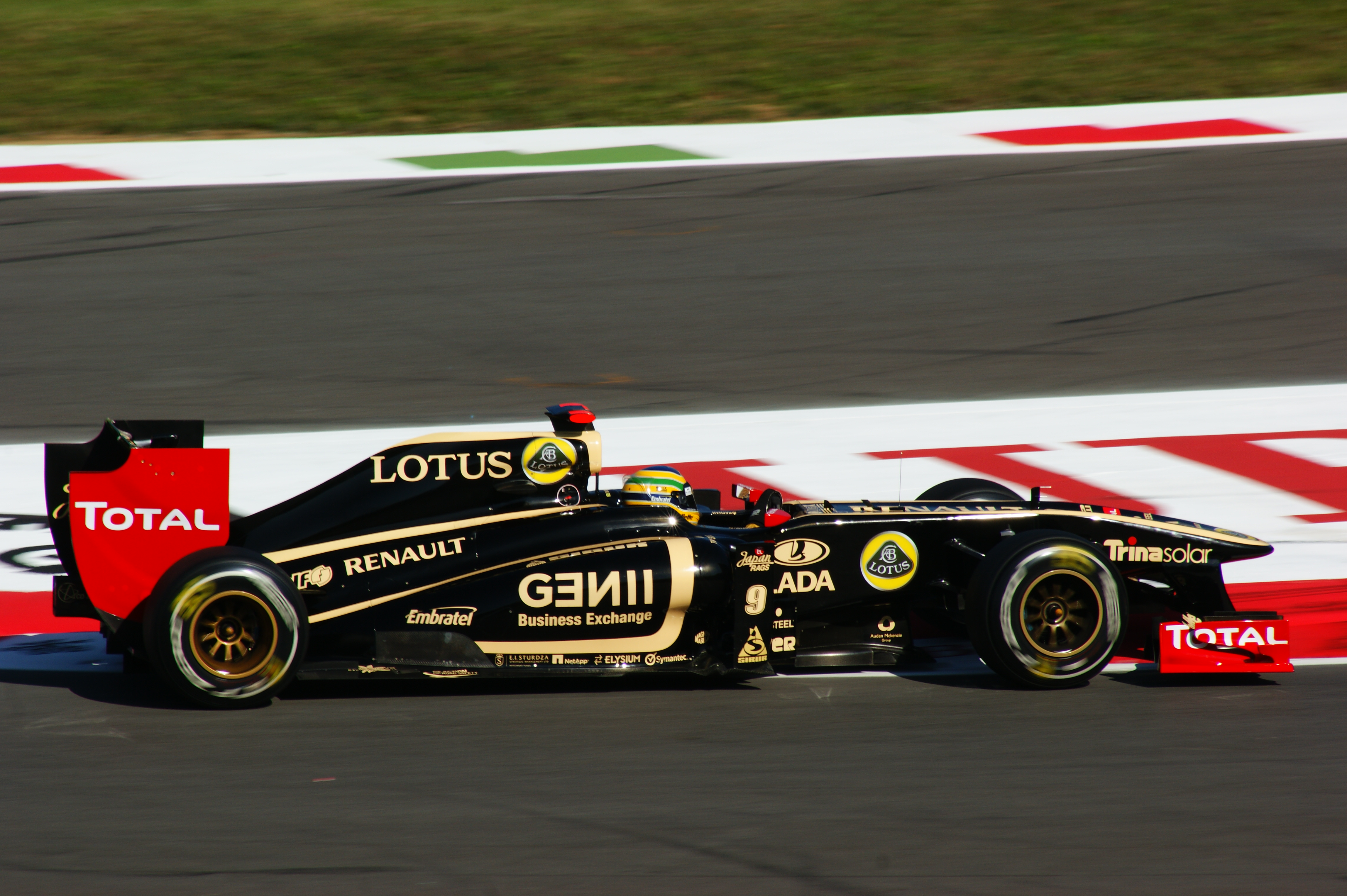
Bruno Senna a 2011-es Olasz Nagydíjon

December 9-én a Lotus Renault GP bejelentette, hogy a következő évre leszerződtette Kimi Räikkönent és Romain Grosjeant, Senna állás nélkül maradt.

#### Williams F1
2012. január 17-én a Williams istálló bejelentette, hogy leszerződtették Sennát. Így az 1994-es imolai tragédia után 18 évvel ahhoz a csapathoz igazolt, ahol legendás nagybátyja az életét vesztette.

## Eredményei

### Teljes GP2-es eredménysorozata
(Táblázat értelmezése)

(Félkövér: pole-pozícióból indult; dőlt: leggyorsabb kört futott) 

| Év   | Csapat               | 1         | 2         | 3          | 4          | 5          | 6         | 7          | 8          | 9          | 10         | 11         | 12         | 13         | 14         | 15        | 16         | 17         | 18         | 19        | 20         | 21         | Helyezés | Pont |
| ---- | -------------------- | --------- | --------- | ---------- | ---------- | ---------- | --------- | ---------- | ---------- | ---------- | ---------- | ---------- | ---------- | ---------- | ---------- | --------- | ---------- | ---------- | ---------- | --------- | ---------- | ---------- | -------- | ---- |
| 2007 | Arden International  | BHR FEA 4 | BHR SPR 8 | ESP FEA 1  | ESP SPR 4  | MON FEA 11 | FRA FEA 3 | FRA SPR 7  | GBR FEA 11 | GBR SPR 10 | EUR FEA 15 | EUR SPR Ki | HUN FEA 13 | HUN SPR 12 | TUR FEA 10 | TUR SPR 6 | ITA FEA 4  | ITA SPR 3  | BEL FEA Ki | BEL SPR 8 | VAL FEA Ki | VAL SPR 14 | 8.       | 34   |
| 2008 | iSport International | ESP FEA 2 | ESP SPR 4 | TUR FEA 15 | TUR SPR Ki | MON FEA 1  | MON SPR 5 | FRA FEA Ki | FRA SPR 5  | GBR FEA 6  | GBR SPR 1  | GER FEA 4  | GER SPR 3  | HUN FEA 3  | HUN SPR 3  | EUR FEA 9 | EUR SPR Ki | BEL FEA 11 | BEL SPR Ki | ITA FEA 5 | ITA SPR 9  |            | 2.       | 64   |

### Teljes eredménysorozata a GP2 Asia Seriesben
(Táblázat értelmezése)

(Félkövér: pole-pozícióból indult; dőlt: leggyorsabb kört futott) 

| Év   | Csapat               | 1          | 2           | 3         | 4         | 5          | 6         | 7         | 8          | 9            | 10          | Helyezés | Pont |
| ---- | -------------------- | ---------- | ----------- | --------- | --------- | ---------- | --------- | --------- | ---------- | ------------ | ----------- | -------- | ---- |
| 2008 | iSport International | UAE1 FEA 2 | UAE1 SPR 19 | IDN FEA 7 | IDN SPR 2 | MAL FEA Ki | MAL SPR 8 | BHR FEA 4 | BHR SPR Ki | UAE2 FEA Kiz | UAE2 SPR 11 | 5.       | 23   |

### Teljes Formula–1-es eredménysorozata
(Táblázat értelmezése)

(Félkövér: pole-pozícióból indult; dőlt: leggyorsabb kört futott) 

| Év   | Csapat   | 1       | 2      | 3      | 4       | 5      | 6      | 7      | 8      | 9      | 10     | 11     | 12     | 13     | 14      | 15     | 16     | 17     | 18     | 19     | 20     | Helyezés | Pont |
| ---- | -------- | ------- | ------ | ------ | ------- | ------ | ------ | ------ | ------ | ------ | ------ | ------ | ------ | ------ | ------- | ------ | ------ | ------ | ------ | ------ | ------ | -------- | ---- |
| 2010 | HRT      | BHR Ki  | AUS Ki | MAL 16 | CHN 16  | ESP Ki | MON Ki | TUR Ki | CAN Ki | EUR 20 | GBR    | GER 19 | HUN 17 | BEL Ki | ITA Ki  | SIN Ki | JPN 15 | JPN 14 | BRA 21 | UAE 19 |        | 23.      | 0    |
| 2011 | Renault  | AUS     | MAL    | CHN    | TUR     | ESP    | MON    | CAN    | EUR    | GBR    | GER    | HUN Tp | BEL 13 | ITA 9  | SIN 15  | JPN 16 | KOR 13 | IND 12 | UAE 16 | BRA 17 |        | 18.      | 2    |
| 2012 | Williams | AUS 16† | MAL 6  | CHN 7  | BHR 22† | ESP Ki | MON 10 | CAN 17 | EUR 10 | GBR 9  | GER 17 | HUN 7  | BEL 12 | ITA 10 | SIN 18† | JPN 14 | KOR 15 | IND 10 | UAE 8  | USA 10 | BRA Ki | 16.      | 31   |

† Nem fejezte be a futamot, de a versenytáv több, mint 90%-át teljesítette, így helyezését értékelték.

### Teljes Formula–E eredménylistája
| Év      | Csapat   | 1      | 2      | 3      | 4      | 5      | 6     | 7      | 8      | 9      | 10      | 11     | Helyezés | Pont |
| ------- | -------- | ------ | ------ | ------ | ------ | ------ | ----- | ------ | ------ | ------ | ------- | ------ | -------- | ---- |
| 2014–15 | Mahindra | BEI Ki | PUT 14 | PDE 6  | BUE 5  | MIA Ki | LBH 5 | MON Ki | BER 17 | MOS 16 | LON1 16 | LON2 4 | 10.      | 40   |
| 2015–16 | Mahindra | BEI 13 | PUT 5  | PDE Ki | BUE 10 | MEX 10 | LBH 5 | PAR 9  | BER 15 | LON1 2 | LON2 6  |        | 11.      | 52   |

### Le Mans-i 24 órás autóverseny
| Év   | Csapat                | Csapattárs                          | Autó                     | Kategória | Kör | Összetett Helyezés | Kategória Helyezés |
| ---- | --------------------- | ----------------------------------- | ------------------------ | --------- | --- | ------------------ | ------------------ |
| 2009 | Team Oreca-Matmut AIM | Stéphane Ortelli Tiago Monteiro     | Oreca 01-AIM             | LMP1      | 219 | Kiesett            | Kiesett            |
| 2013 | Aston Martin Racing   | Frédéric Makowiecki Rob Bell        | Aston Martin Vantage GTE | GTE Pro   | 252 | Kiesett            | Kiesett            |
| 2014 | Aston Martin Racing   | Darren Turner Stefan Mücke          | Aston Martin Vantage GTE | GTE Pro   | 310 | 35.                | 6.                 |
| 2016 | RGR Sport by Morand   | Filipe Albuquerque Ricardo González | Ligier JS P2-Nissan      | LMP2      | 344 | 14.                | 10.                |
| 2017 | Vaillante Rebellion   | Nicolas Prost Julien Canal          | Oreca 07-Gibson          | LMP2      | 340 | 16.                | 14.                |
| 2018 | Rebellion Racing      | Neel Jani André Lotterer            | Rebellion R13-Gibson     | LMP1      | 375 | 4.                 | 4.                 |
| 2019 | Rebellion Racing      | Neel Jani André Lotterer            | Rebellion R13-Gibson     | LMP1      | 376 | 4.                 | 4.                 |
| 2020 | Rebellion Racing      | Norman Nato Gustavo Menezes         | Rebellion R13-Gibson     | LMP1      | 382 | 2.                 | 2.                 |

### Teljes FIA World Endurance Championship eredménysorozata
| Év      | Csapat                  | Osztály   | Kasztni                  | Motor                  | 1       | 2     | 3      | 4      | 5     | 6      | 7     | 8      | 9     | Helyezés | Pont |
| ------- | ----------------------- | --------- | ------------------------ | ---------------------- | ------- | ----- | ------ | ------ | ----- | ------ | ----- | ------ | ----- | -------- | ---- |
| 2013    | Aston Martin Racing     | LMGTE Pro | Aston Martin Vantage GTE | Aston Martin 4.5 L V8  | SIL 1   | SPA 2 | LMS Ki | SÃO Ki | COA 1 |        | SHA 2 | BHR Ki |       | 8.       | 94   |
| 2013    | Aston Martin Racing     | LMGTE AM  | Aston Martin Vantage GTE | Aston Martin 4.5 L V8  |         |       |        |        |       | FUJ 5  |       |        |       | 8.       | 94   |
| 2014    | Aston Martin Racing     | LMGTE Pro | Aston Martin Vantage GTE | Aston Martin 4.5 L V8  | SIL     | SPA 4 | LMS 10 | COA    | FUJ   | SHA    | BHR   | SÃO    |       | 22.      | 14   |
| 2016    | RGR Sport by Morand     | LMP2      | Ligier JS P2             | Nissan VK45DE 4.5 L V8 | SIL 1   | SPA 4 | LMS 6  | NÜR 2  | MEX 1 | COA 2  | FUJ 2 | SHA 3  | BHR 2 | 2.       | 166  |
| 2017    | Signatech Alpine Matmut | LMP2      | Alpine A470              | Gibson GK428 4.2 L V8  | SIL 2   | SPA 2 | LMS 6  | NÜR 2  | MEX 1 | COA 3  | FUJ 1 | SHA 1  | BHR 1 | 1.       | 186  |
| 2018–19 | Rebellion Racing        | LMP1      | Rebellion R13            | Gibson GL458 4.5 L V8  | SPA Kiz | LMS 4 | SIL Ni | FUJ 3  | SHA 4 | SEB Ki | SPA 5 | LMS 4  |       | 7.       | 73   |
| 2019–20 | Rebellion Racing        | LMP1      | Rebellion R13            | Gibson GL458 4.5 L V8  | SIL 9   | FUJ 3 | SHA 1  | BHR 3  | COA 1 | SPA 3  | LMS 2 | BHR    |       | 3.       | 145  |